# پیپت برتلوت

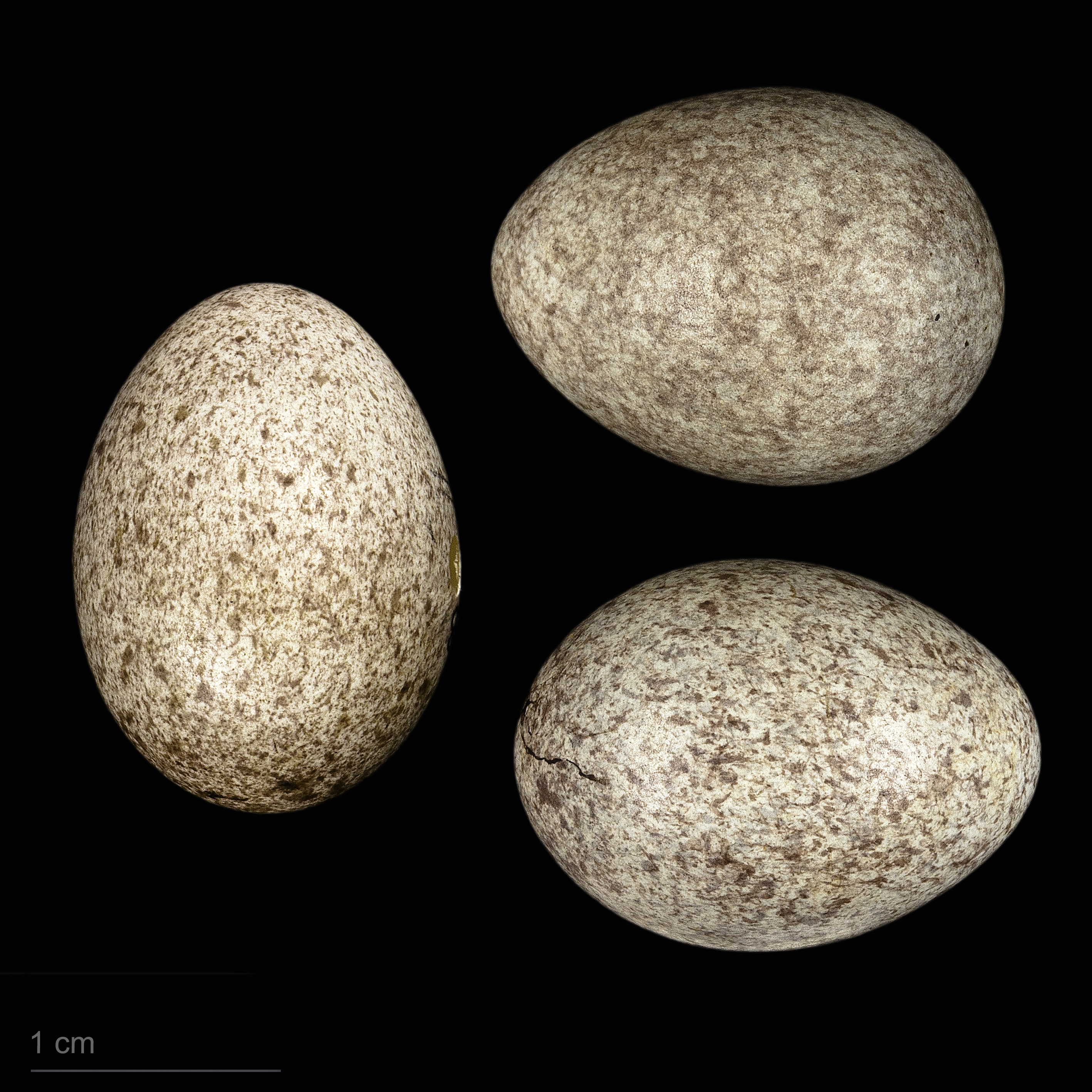
Anthus berthelotii

پیپت برتلوت (نام علمی: Anthus berthelotii) نام یک گونه از سرده پیپت است.